# アレックス・ケスマン
アレックス・ケスマン（Alex Kessman 1998年1月2日- ）はミシガン州クラークストン出身のアメリカンフットボール選手。ポジションはプレースキッカー。USFLのメンフィス・ショーボーツ所属。

## 経歴
ピッツバーグ大学在学中50ヤード以上のFGを18回中12回成功させた。2020年10月のボストンカレッジ戦では58ヤードのFGを成功させた。
2021年5月2日、ドラフト外フリーエージェントでロサンゼルス・チャージャーズと契約を結んだが、同年8月16日に解雇された。11月23日にニューヨーク・ジェッツとプラクティス・スクワッド契約を結び、12月4日にマット・アメンドーラの代わりにアクティブロースターに昇格した。フィラデルフィア・イーグルス戦でデビューしたが前半に2本のエクストラポイントをいずれも失敗し、ジェッツは続くタッチダウンの際に彼にキックを蹴らせず、2ポイントコンバージョンを選択した。試合翌日に解雇され、彼の代わりにエディー・ピネイロが契約を結んだ。ゼイン・ゴンザレスが故障者リスト入りしたカロライナ・パンサーズと12月22日にプラクティス・スクワッド契約を結んだが、12月27日に解雇された。
2023年1月28日にUSFLのメンフィス・ショーボーツと契約を結んだ。第8週にはスペシャルチームの週間MVPに選ばれた。